# Ñu (banda)
Ñu, también conocido como José Carlos Molina-Ñu, es un grupo español de rock y metal formado en 1974 en Madrid. Su estilo combina elementos de rock progresivo, folk y heavy metal.
Su fundador, José Carlos Molina (flautista y cantante), es el único miembro del grupo que ha permanecido durante toda la trayectoria del mismo. 
Se ha señalado repetidamente la influencia de Jethro Tull y su líder, Ian Anderson, en el sonido y la imagen de la banda aunque su sonido, mucho más pesado que otros grupos de folk rock de la época, los ha consolidado como una banda pionera del folk metal español. A su vez, esta ha ejercido una influencia notable en grupos posteriores como Celtas Cortos ó  Mägo de Oz.
La temática habitual del grupo se ha descrito como «historias de castillos y jinetes, villanos y héroes medievales».

## Historia
El grupo nace de una banda anterior formada en 1972, Fresa, de la que formaban parte J.C. Molina y el guitarrista Rosendo Mercado. 
En 1974 el grupo pasó a llamarse Ñu. Su primer concierto fue el 16 de febrero de 1975. En 1976 se publicó, sin conocimiento del grupo, su primer disco, el sencillo "Que nadie escape de la evolución / Volando en sociedad". En 1978, Mercado abandonó el grupo para fundar su propia banda, Leño.
Los continuos cambios en la formación del grupo (hasta sesenta músicos distintos a lo largo de su discografía) se han puesto en relación con el carácter del líder del mismo, descrito por uno de sus críticos como «irascible, autosuficiente y poco diplomático». A pesar de los cambios de formación, el grupo ha recibido críticas que consideran su música «rock anclado en el pasado» y acusan a su líder de negarse a evolucionar. Para otro crítico, sin embargo:

«Ñu ha soportado dos décadas de incomprensión y ausencia de apoyo, respondidas con una actitud de "aquí me las den todas, que yo tiro para adelante". Para muchos, el veterano grupo madrileño se perdió en la noche de los tiempos, pero lo cierto es que su actividad, aunque públicamente inadvertida, no ha cesado nunca. (...) Ñu es la flauta que vencerá, al menos en el terreno de la dignidad».
Giner

## Componentes
El grupo ha ido variando a lo largo de su trayectoria, con J.C. Molina como único miembro fijo.
Principales formaciones de ÑU (banda):
FRESA banda original 1974-1978
- José Carlos Molina (voz, flauta, armónica, concertina, teclados, percusión)
- Rosendo Mercado (guitarra) (más tarde formaría en 1978 Leño)
- Juan Almarza  (bajo, 1974-76) y Chiqui Mariscal (bajo, 1976-78, 1981-84, más tarde formaría en 1978 Leño)
- Pedro Cruz (batería, 1974-76), Ramiro Penas (batería, 1976-78) y Enrique Ballesteros (batería, 1978-79, 1985-91)

En 1978-1979 se divide en dos bandas la primera Ñu liderada por José Carlos Molina y la segunda Leño liderada por Rosendo Mercado
ÑU Banda 1979-1982
- José Carlos Molina (voz, flauta, armónica, concertina, teclados, percusión)
- José María García: guitarra, mellotron.
- Jean François André: violín.
- Jorge Calvo: bajo.
- Bernardo Ballester: batería, percusión

En su disco de 1980 salen J.M. García y B. Ballester. Ocupan su lugar: Eduardo García: guitarra.
Raúl García: batería.
ÑU banda 1980
- José Carlos Molina (voz, flauta, mellotron, etc.)
- Eduardo Pinilla (guitarra)
- Raúl Garrido (batería)
- François André (violín)
- Jorge Calvo (bajo)

ÑU Banda 1983
- José Carlos Molina (voz, flauta, armónica, concertina, teclados, percusión)
- Jerónimo Ramiro: guitarra.
- Chiqui Mariscal: bajo.
- Miguel Ángel Collado: piano, órgano, sintetizadores.
- Alejandro Colantonio: batería.

ÑU banda 1984
- José Carlos Molina (voz, flauta, teclados, etc.)
- Eduardo Pinilla (guitarra)
- Alejandro Colantonio (batería)
- José Luis Ajenjo (bajo)
- Miguel Ángel Collado (teclados)

ÑU banda 1985
- José Carlos Molina (voz, flauta, teclados, etc.)
- Enrique Bertrán de Lis (guitarra)
- José Luis Rodríguez (bajo)
- Toni "El mago" (teclados)
- Enrique Ballesteros (batería)
- Enrique Valiño (violín) se incorporó en 1987
- Vicky y Luisi Estévez (cantantes de la Orquesta Jerusalén), quienes años más tarde serán conocidas como Las Supremas de Móstoles, colaboraciones en algunos temas

ÑU banda 2006
- José Carlos Molina (voz, flauta, mellotron, etc.)
- Javier Arnaiz "Bumper" a la batería,
- Gorka Alegre al bajo,
- Manuel Arias (Niágara, Sobredosis, Muro...) a la guitarra
- Jorge Calvo a los teclados.

ÑU banda 2011
- José Carlos Molina (voz, flauta, armónica, concertina, teclados, percusión)
- Ramón Álvarez: bajo.
- Nacho de Carlos: guitarra,
- Peter Mayr: teclados.
- Javi Arnaiz "Bumper": batería.

ÑU 2016
- José Carlos Molina (voz, flauta, armónica, concertina, teclados, percusión).
- Ramón Álvarez al bajo,
- Javier Arnaiz «Bumper» a la batería,
- Luis Romero guitarra,
- Peter Mayr al Hammond

ÑU 2018
- José Carlos Molina (voz, flauta, armónica, concertina, teclados, percusión).
- César Sánchez, bajo,
- Óscar Pérez, batería,
- Luis Calzada, guitarra,
- Manuel Arias, guitarra,
- Juan Miguel Rodríguez, teclados
- Vesco Kountchev, violín

ÑU 2022
- José Carlos Molina (voz, flauta, armónica, concertina, teclados, percusión).
- César Sánchez, bajo,
- Óscar Pérez, batería,
- Luis Calzada guitarra,
- Manuel Arias, guitarra,
- Juan Miguel Rodríguez, teclados

ÑU banda actual
- José Carlos Molina (voz, flauta, armónica, concertina, teclados, percusión).
- César Sánchez, bajo,
- Óscar Pérez, batería,
- Manuel Arias, guitarra,
- Juan Miguel Rodríguez, teclados
- Sara Ember, violín

Antiguos miembros
- Rosendo Mercado (guitarra, 1974-77)
- Juan Almarza (bajo, 1974-76)
- Felipe Salinas (batería, 1974-76)
- Chiqui Mariscal (bajo, 1976-78, 1981-84)
- Ramiro Penas (batería, 1976-78)
- José María García "Sini" (guitarra, 1978-79)
- Jean François André (violín, 1978-80)
- Jorge Calvo (bajo, 1978-80)
- Enrique Ballesteros (batería, 1978-79, 1985-91)
- Raúl Garrido (batería, 1979-80)
- Eduardo Pinilla (guitarra, 1979-80, 1984-85, 1988)
- Jerónimo Ramiro (guitarra, 1981-84, 1988-91)
- Miguel Ángel Collado (teclados, mellotrón, 1981-85, 1988)
- Bernardo Ballester (batería, 1981-83, 1994-97)
- Bob Thackway (batería, 1983)
- Alejandro Colantonio (batería, 1984-85)
- José Luis Ajenjo (bajo, 1984-85)
- José Luis Rodríguez (bajo, 1985-88)
- Enrique Bertrán de Lis (guitarra, 1985-88)
- Toni "El mago" (teclados, mellotrón, 1985-86)
- Enrique Valiño (violín, 1987-88)
- Nicolás del Hierro "Niko" (bajo, 1988-91)
- Carlos Kakutani (guitarra, 1992-94)
- Javier Rocaberti (bajo, 1992-97)
- Luis García (batería, 1992-94)
- José Antonio Casal (guitarra, 1994-97)
- Wille Sagone (batería, 1995)
- Miguel Lozano (bajo, guitarra, 1997-98)
- Juan Miguel Rodríguez (bajo, teclados, mellotrón, 1997-2002)
- Tony de Juan (guitarra, 1997)
- Pedro Vela (guitarra, 1997-2002)
- Jesús Sánchez (batería, 1997-99)
- Jorge Calvo (teclados, mellotrón, flauta, 1999-2002)
- Álvaro Tenorio (bajo, 2000)
- Vesco Kountchev (viola, 2000-02)
- José Carlos Molina Jr. (batería, 1999-2000)
- Joaquín Arellano (batería, 2000)

## Discografía
Álbumes de estudio
- Cuentos de ayer y de hoy (1978)
- A golpe de látigo (1980)
- Fuego (1983)
- Acorralado por ti (1984)
- El mensaje del mago (1987)
- Vamos al lío!! (1988)
- Dos años de destierro (1990)
- La danza de las mil tierras (1994)
- Veinte años y un día  (regrabaciones y rarezas, 1995)
- La taberna encantada (1997)
- Cuatro gatos (2000)
- Colección (2001)
- Réquiem (2002)
- Esperando (2002)
- Títeres (2003)
- Viejos himnos para nuevos guerreros (2011)
- ... Y nadie escapó de la evolución (2011)
- Yo Estoy Vivo (2023)

Álbumes en directo
- No hay ningún loco (1986)
- Imperio de paletos (1992)
- La noche del juglar (1999)
- Madrid 3 de Noviembre de 2006 (DVD,álbum)
- Rocktiembre (Disco compartido con Barón Rojo, Topo, Burning, Asfalto, Coz y Ñu) (2016)
- 1er Calella Camping Rock (Agosto 77) (2018)
- Madrid Río (2019)

Sencillos
- Que nadie escape de la evolución / Volando en sociedad (1976)
- Algunos músicos fueron nosotros / La explosión del universo (1978)
- El flautista / Velocidad (1980)
- La bailarina / El hombre de fuego (1983)
- Más duro que nunca / Flor de metal (1983)
- Más, quiero más / Romance fantasma (1984)
- No hay ningún loco / El flautista (1986)
- Sé quien / La bailarina (1986)
- Amor en el cielo / Ella (1987)
- La saeta / Los ojos de la zíngara (1987)
- Manicomio / Robin Hood (1987)
- Una copa por un viejo amigo / Más, quiero más (1987)
- La granja del loco / El tren azul (1988)
- No te dejes ganar / Trovador de ciudad (1988)
- Tuboescape / Conjuros (1990)
- Imperio de paletos / Que nadie escape de la evolución (1992)
- La danza de las mil tierras / Ella / El teatro de la suerte (1994)

Compilados
- Grandes éxitos (1986)
- Colección (2001)
- Trovador de ciudad (2002)
- Esperando (2003)
- Lo mejor de Ñu (2004)

### Artículos
- Alcanda, Santiago (1987): «Un juglar y sus calcetines», El País, 14/05/1987.
- Giner, Pedro (1994): «Paciencia», El País, 17/7/1994.

—— (1995): «Primera parada, largo recorrido», El País, 6/2/1995.

—— (1997): Entrevista a J.C. Molina («El estrés solo lo he sentido al montar en el metro»), El País, 24/1/1997.
- Íñiguez, Fernando (1993): «Veteranos del rock duro, juntos por una noche», El País, 23/12/1993.

—— (1994): «El legendario rock duro de Ñu resucita en Villaverde», El País, 15/07/1994.
- R.S. (2001): «Cuentos de ayer y de hoy», El País, 22/1/2001.
- Serrano, Rodolfo (2001): «Un cuarto de siglo con la Ñ por delante», El País, 22/1/2001.
- El último Quijote del Rock (2016)
- Discografía de Ñu

### Libros
- Giner, Pedro (1995): Ñu: no te dejes ganar. Veinte años de resistencia, Vosa, ISBN 978-84-8218-013-7.
- Lechado, José Manuel (2005): La movida: una crónica de los 80, Madrid: Algaba, ISBN 978-84-96107-46-5.